# Stułbiopławy
Stułbiopławy (Hydrozoa) – gromada parzydełkowców (Cnidaria), obejmująca około 3500 gatunków, w większości morskich, charakteryzujących się stadium drobnej meduzy z welum wzdłuż krawędzi, wicią komórki parzydełkowej zamienioną w knidocyl oraz występowaniem przemiany pokoleń (metageneza). Do nielicznych gatunków słodkowodnych należą pospolite stułbie z rodzaju Hydra. W rozwoju stułbiopławów występują dwie postacie dorosłe (polip i meduza) lub jedna z nich. Polipa, zwanego hydropolipem, charakteryzuje jednolita jama chłonąco-trawiąca bez przegród (septum). U meduzy, zwanej hydromeduzą, występuje żagielek, a gonady powstają pod ektodermą. Najstarsze stułbiopławy znane są z późnego prekambru.

## Występowanie i tryb życia
Większość stułbiopławów to morskie formy kolonijne, pokrywające podmorskie skały. Występują na wszystkich szerokościach geograficznych, najliczniej w obszarach międzyzwrotnikowych. W Polsce występuje 26 gatunków.
Polipy prowadzą osiadły tryb życia na dnie zbiorników, głównie w wodach przybrzeżnych. Żyją samotnie lub w koloniach. Meduzy żyją najczęściej w pelagiale wód przybrzeżnych.
Kolonie powstają przez pączkowanie boczne osiadającej na twardym podłożu larwy. 

## Morfologia
Formy słodkowodne są drobne, mają kilka milimetrów długości lub średnicy. Umbrella meduz jest całobrzega, a obrzeżenie zagina się do wewnątrz tworząc ektodermalne welum – zaginający się fałd. Meduzy zbudowane są z bezkomórkowej mezoglei, a ich gonady są ektodermalne i umieszczone na subumbrelli lub manubrium. Hydromeduzy mają układ nerwowy w postaci dwóch pierścieni okalających umbrelle. Jest to pierścień motoryczny (wewnętrzny) i pierścień sensoryczny (zewnętrzny). Nie posiadają ropalium, a na krawędzi umbrelli znajdują się statocysty i oczka. W centrum subumbrelli jest rurkowate manubrium  z okrągłym otworem gębowym, który prowadzi do gardzieli, a następnie do żołądka (centrum jamy). Żołądek nie posiada przegród gastralnych. Hydropolipy mają układ nerwowy siateczkowaty oraz nie posiadają przegród gastralnych.

## Klasyfikacja
Na podstawie badań molekularnych wśród stułbiopławów wyróżniono dwa zasadnicze klady:
- Hydroidolina
- Trachylina

Monofiletyzm Hydrozoa potwierdzają badania Bridge i inni (1992), Collins (2002), Marques i Collins (2004) oraz Collins i inni (2006).
W starszych, nieaktualnych już klasyfikacjach opartych na morfologii i biologii rozwoju, stułbiopławy zaliczane były do podtypu Metagenetica – parzydełkowców, u których występuje metageneza. W gromadzie Hydrozoa wyróżniano  rzędy:
- Hydroida – stułbiowce, dzwonkopławy
- Milleporida,
- Stylasterida,
- Actinulida (Halammohydrida),
- Trachylida,
- Velellida,
- Siphonophora – cewiopławy, rurkopławy.

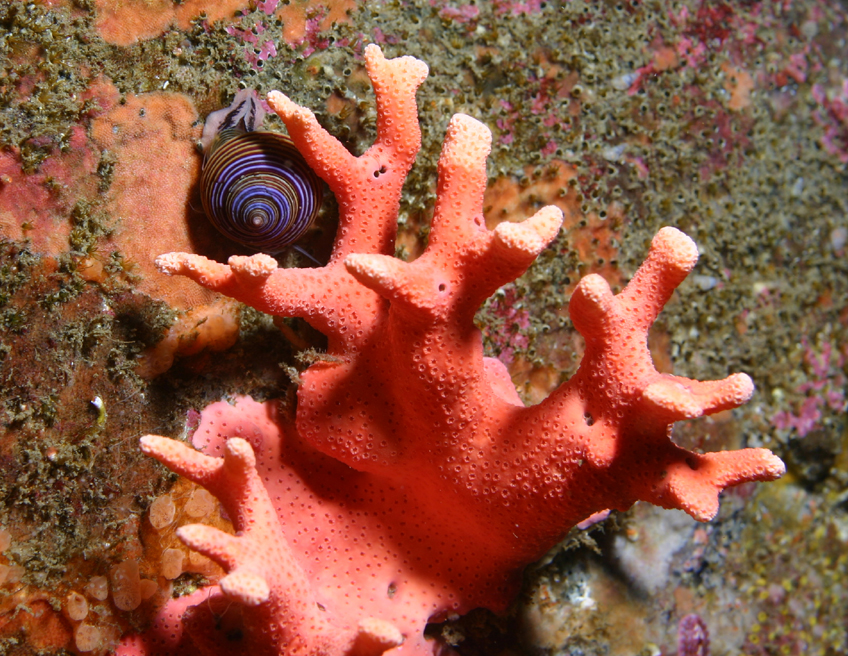
Stylaster californicus